# Finale League Cup 1995
De finale van de League Cup van het seizoen 1994/95 werd gehouden op 2 april 1995 in het oude Wembley Stadium. Liverpool nam het op tegen Bolton Wanderers. Twee doelpunten van Steve McManaman volstonden voor Liverpool, hoewel flankmiddenvelder Alan Thompson het erg spannend maakte door twee minuten na McManamans tweede doelpunt de aansluitingstreffer tegen de netten te duwen. Liverpool-spelmaker Steve McManaman werd na afloop verkozen als man van de wedstrijd. Bij Bolton Wanders speelde de Nederlander Richard Sneekes de hele wedstrijd.

## Finale

### Wedstrijd
|                          |                    |         |                  |                                                                         |
| 2 april 1995 17:00 UTC+1 | Liverpool          | 2 - 1   | Bolton Wanderers | Wembley Stadium, Londen Toeschouwers: 75.595 Scheidsrechter: Philip Don |
| 2 april 1995 17:00 UTC+1 | McManaman 37', 68' | Verslag | Thompson 70'     | Wembley Stadium, Londen Toeschouwers: 75.595 Scheidsrechter: Philip Don |

| Liverpool | Bolton Wanderers |

| GK             | 1  | David James         |            |
| RWB            | 2  | Rob Jones           | Kreeg geel |
| CB             | 6  | Phil Babb           | Kreeg geel |
| CB             | 12 | John Scales         |            |
| CB             | 25 | Neil Ruddock        |            |
| LWB            | 20 | Stig Inge Bjørnebye | Kreeg geel |
| CM             | 10 | John Barnes         |            |
| CM             | 15 | Jamie Redknapp      |            |
| AM             | 17 | Steve McManaman     |            |
| CF             | 9  | Ian Rush            |            |
| CF             | 23 | Robbie Fowler       |            |
| Wisselspelers: |    |                     |            |
| GK             | 28 | Alec Chamberlain    |            |
| MF             | 11 | Mark Walters        |            |
| MF             | 16 | Michael Thomas      |            |
| Manager:       |    |                     |            |
| Roy Evans      |    |                     |            |

| GK             | 1  | Keith Branagan   |            |
| RB             | 2  | Scott Green      | 65'        |
| CB             | 5  | Mark Seagraves   |            |
| CB             | 6  | Alan Stubbs      |            |
| LB             | 3  | Jimmy Phillips   |            |
| RM             | 7  | David Lee        |            |
| CM             | 8  | Richard Sneekes  |            |
| CM             | 4  | Jason McAteer    |            |
| LM             | 11 | Alan Thompson    | Kreeg geel |
| CF             | 9  | Mixu Paatelainen |            |
| CF             | 10 | John McGinlay    |            |
| Wisselspelers: |    |                  |            |
| GK             | 16 | Aidan Davison    |            |
| DF             | 14 | Guðni Bergsson   | 65'        |
| MF             | 12 | Mark Patterson   |            |
| Manager:       |    |                  |            |
| Bruce Rioch    |    |                  |            |